# Asplenium × waikamoi
Asplenium × waikamoi là một loài dương xỉ trong họ Aspleniaceae. Loài này được W.H.Wagner & D.D.Palmer mô tả khoa học đầu tiên năm 1999.
Danh pháp khoa học của loài này chưa được làm sáng tỏ. 